# Стрелци (Сливенская область)
Стрелци (болг. Стрелци) — село в Болгарии. Находится в Сливенской области, входит в общину Котел. Население составляет 418 человек.

## Политическая ситуация
В местном кметстве Стрелци, в состав которого входит Стрелци, должность кмета (старосты) исполняет Адем Мустафов Азисов (независимый) по результатам выборов правления кметства.
Кмет (мэр) общины Котел — Христо Русев Киров (коалиция партий: национальное движение «Симеон Второй» (НДСВ) и движение «За права и свободы» (ДПС)) по результатам выборов.